# Carex kuekenthaliana
Carex kuekenthaliana là một loài thực vật có hoa trong họ Cói. Loài này được Appel & A.Brückn. mô tả khoa học đầu tiên năm 1891.